# MassTag-PCR
MassTag PCR ist eine biochemische Methode, es handelt sich um die Kombination einer Polymerasekettenreaktion mit der Massenspektrometrie.

## Prinzip
Die MassTag-PCR verwendet markierte Primer in der Polymerasekettenreaktion zur Vervielfältigung der DNA, meistens per Multiplex-PCR. Die Markierung der Primer erfolgt über eine UV-Licht-instabile Bindung. Im Anschluss an die PCR werden die vervielfältigten DNA durch eine DNA-Extraktion von ungebundenen Primern getrennt, wodurch nur Markierungen aus eingebauten Primern nachgewiesen werden. Unter UV-Licht im Massenspektrometer werden die Markierungen mit unterschiedlichen charakteristischen M/z-Verhältnissen (engl. MassCodes) freigesetzt. Im Vergleich zur Multiplex-qPCR besitzt die MassTag-PCR eine höhere Nachweisgrenze.

## Anwendungen
Die MassTag-PCR wird unter anderem zum Nachweis von Pathogenen verwendet.